# Neohermenias angulata
Neohermenias angulata är en fjärilsart som beskrevs av Diakonoff 1953. Neohermenias angulata ingår i släktet Neohermenias och familjen vecklare. Inga underarter finns listade i Catalogue of Life.